# Bahnhof Bristol Temple Meads

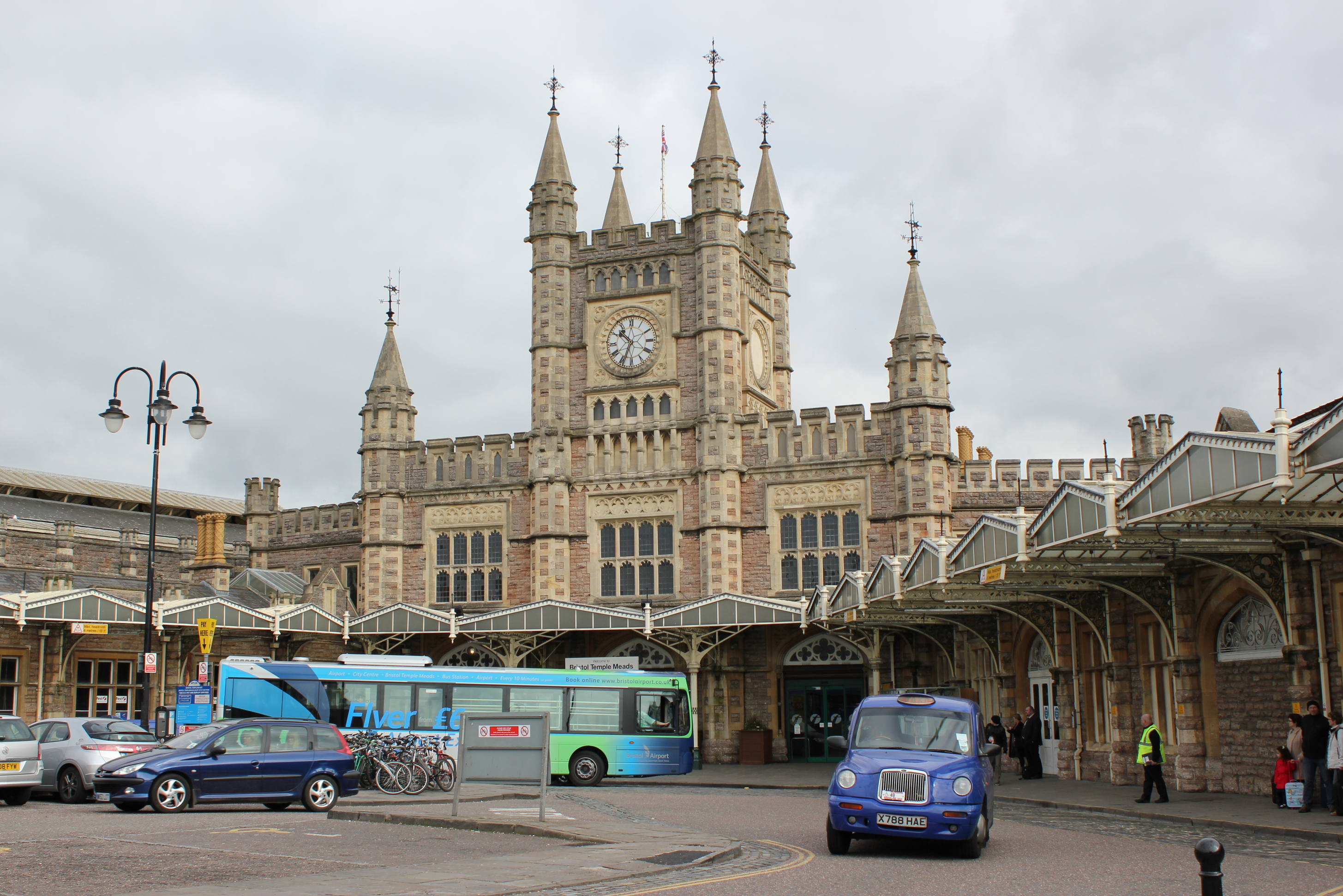
Außenansicht des Hauptgebäudes

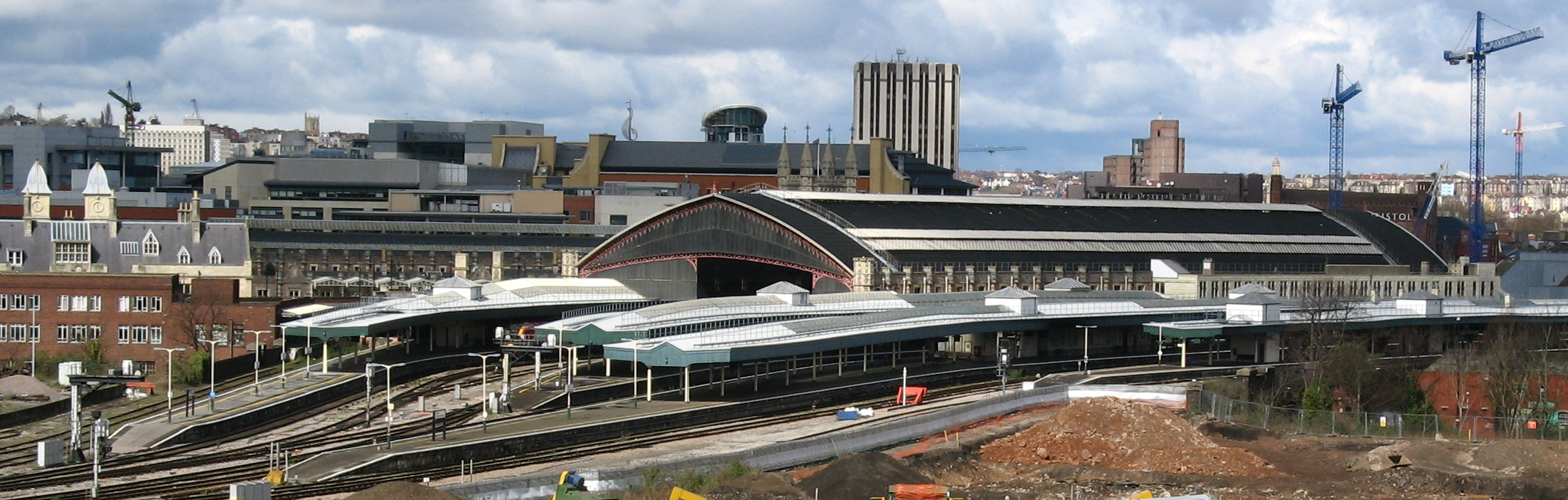
Gleisseite

Bristol Temple Meads ist vor Bristol Parkway der wichtigste und größte Bahnhof der britischen Großstadt Bristol im Südwesten Englands. Er wurde im Betriebsjahr 2004/2005 von über 5,6 Millionen Fahrgästen genutzt.

## Bahngesellschaften und Ziele
Bristol Temple Meads wird derzeit von den beiden Eisenbahngesellschaften First Great Western und CrossCountry bedient, die ihn mit zahlreichen regionalen und nationalen Zielen verbinden. So verkehrt CrossCountry auf den Routen von Edinburgh über Bristol nach Plymouth und von Manchester über Bristol nach Cardiff, während First Great Western Bristol mit dem Bahnhof Paddington in London verbindet und zahlreiche Regionalverbindungen anbietet.
Aufgrund der Lage der Zufahrtsstrecken verlassen die Züge nach Wales, in die Midlands, nach Nordengland, nach London und zur Südküste den Bahnhof alle in Richtung Osten. Nur Züge in Richtung Cornwall verlassen den Bahnhof auf der westlichen Seite.

## Geschichte

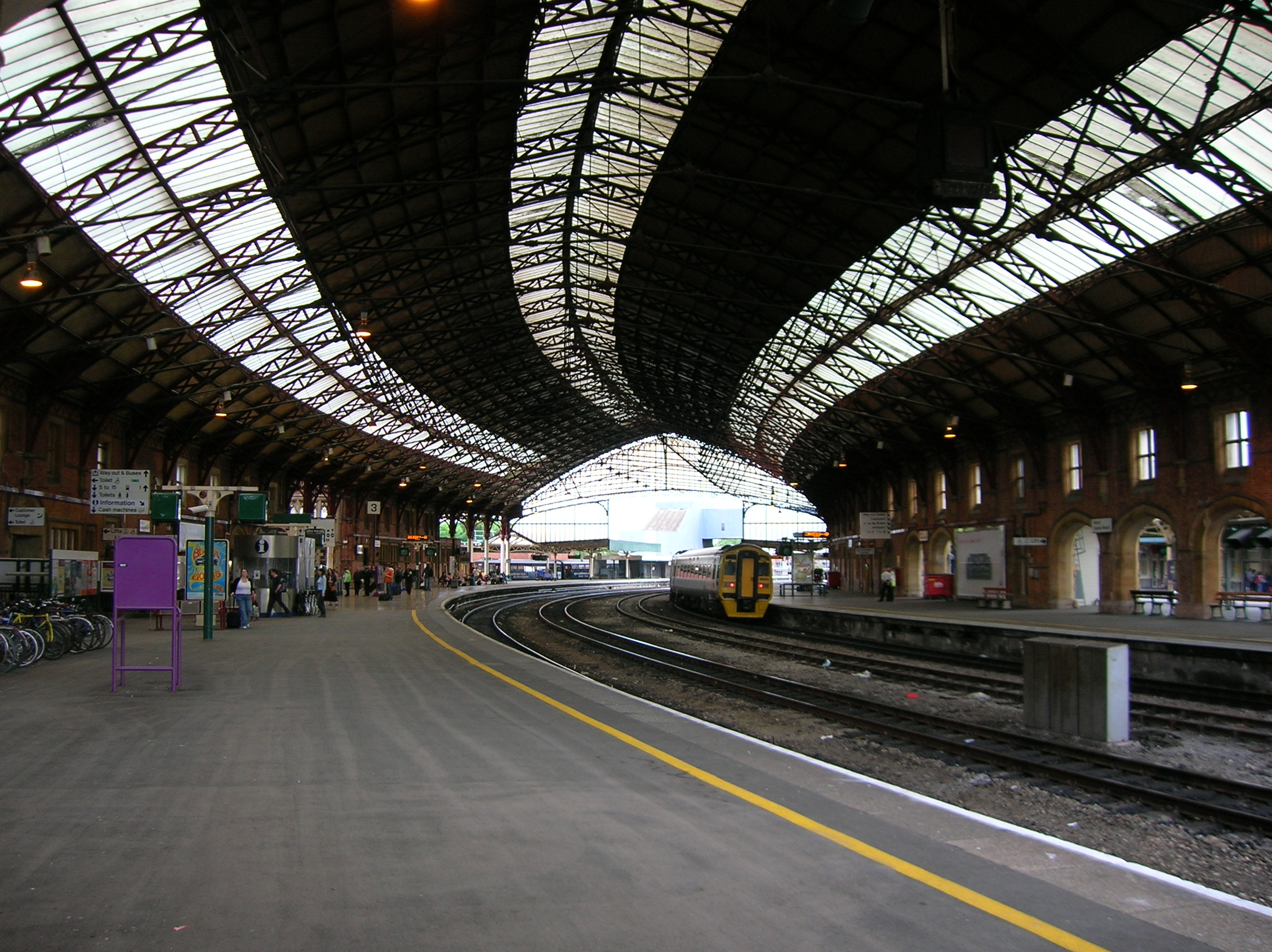
Innenansicht der Haupthalle

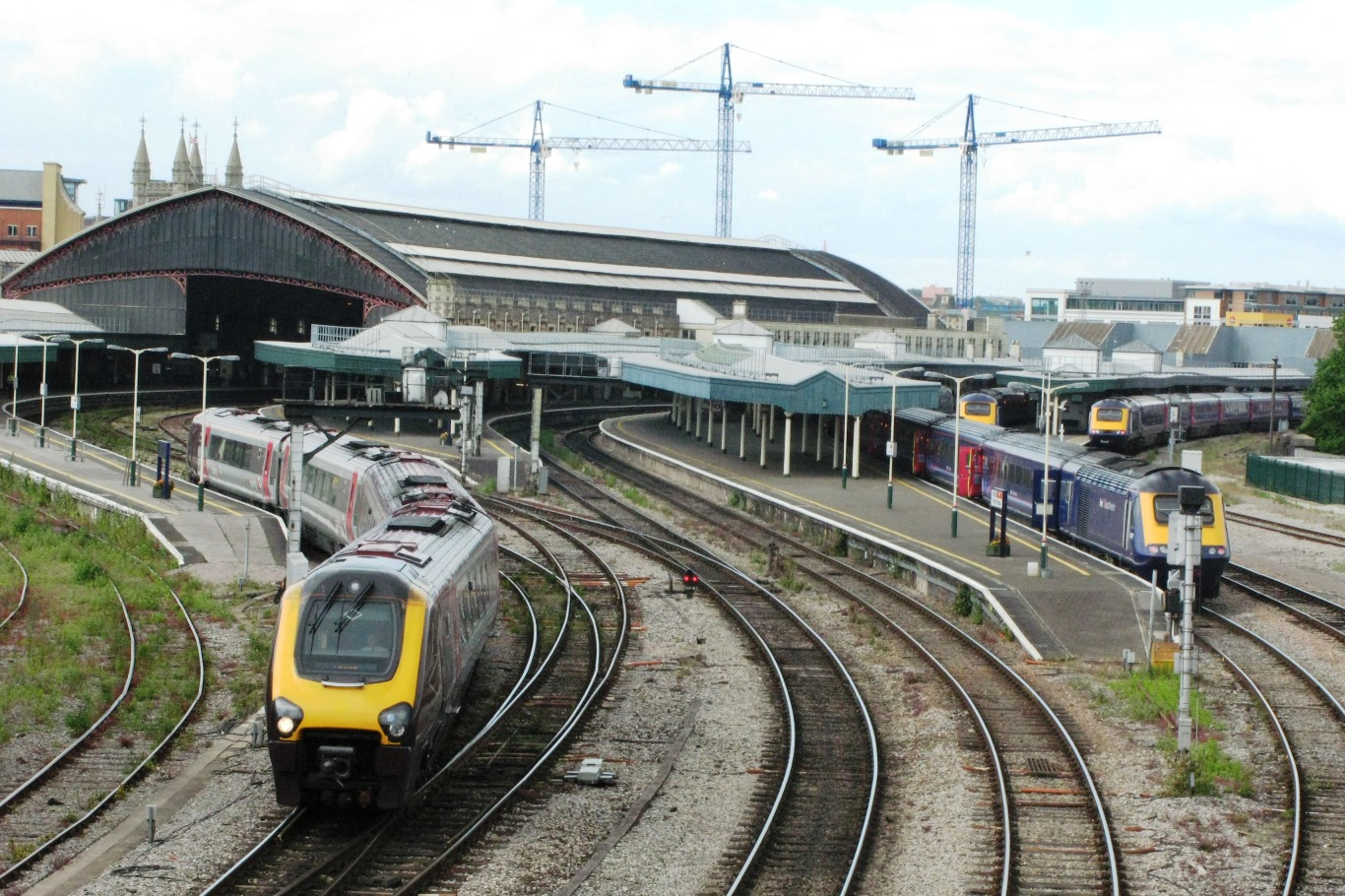
Bahnsteige und Gleisvorfeld

Der Name der Gegend, in welcher der Bahnhof steht, leitet sich von der benachbarten Temple Church ab, die im 12. Jahrhundert vom Templerorden errichtet worden war und während des Zweiten Weltkriegs durch Fliegerbomben zerstört wurde. Das Gelände lag an einem Binnenhafen und auf einem benachbarten Grundstück war 1830 der städtische Viehmarkt erbaut worden.
Isambard Kingdom Brunel entwarf für die Great Western Railway (GWR) den ursprünglichen Kopfbahnhof. Die Bahnhofshalle besaß ein 22 Meter breites Holzdach. Die Anlage umfasste auch eine Abstellhalle und ein Bürogebäude im Tudorstil. Bristol Temple Meads ist der älteste noch bestehende Hauptbahnhof der Welt und gilt als eines der herausragendsten Beispiele viktorianischer Bahnhofsarchitektur. Der Betrieb in Richtung Bath wurde am 31. August 1840 aufgenommen, ab dem Jahr 1841 verkehrten die Züge auf der fertiggestellten Great Western Main Line bis nach London Paddington.
Der benachbarte Durchgangsbahnhof entstand zwischen 1871 und 1878 unter der Leitung von Brunels ehemaligen Partner Matthew Digby Wyatt. Die gekrümmte Bahnhofshalle ist 500 Fuß (152 m) lang und besitzt ein schmiedeeisernes Dach. Dieser Bahnhof ersetzte die 1844 entstandene Endstation der Bristol and Exeter Railway, die rechtwinklig zum Bahnhof der GWR lag. Das Bürogebäude der Bristol and Exeter Railway steht noch heute an der Zufahrtsstraße zum Bahnhof. Damals wurde auch Brunels Bahnhofsgebäude erweitert und mit dem Neubau verbunden. In den 1930er Jahren erfuhr der Durchgangsbahnhof eine Erweiterung um zwei weitere Bahnsteige.
Auf der nordwestlichen Seite entstand der Güterbahnhof der GWR, zwischen dem Personenbahnhof und dem Binnenhafen. Im Jahr 1872 wurde die Hafenbahn Bristol Harbour Railway eröffnet. Sie nahm ihren Anfang zwischen dem Personenbahnhof und dem Güterbahnhof, überquerte auf einer Brücke die benachbarte Straße, unterquerte anschließend in einem Tunnel den Friedhof der Pfarrkirche St Mary Redcliffe und endete in der weiter flussabwärts gelegenen Werft. Die Hafenbahn war bis 1964 in Betrieb.
Die GWR-Gleise waren mit einer Spurweite von 2140 mm verlegt worden. Ab 1844 verkehrten auch die Züge der Bristol and Gloucester Railway (B&G) auf dieser Breitspur. 1846 wurde die B&G von der Midland Railway übernommen, welche die Strecke 1853 auf die Normalspur von 1435 mm umbaute. Auf der Zufahrtsstrecke zum Bahnhof Temple Meads wurden Dreischienengleise verlegt. Im Jahr 1892 erfolgte die Umspurung des letzten Breitspurabschnitts. Der Bahnhof blieb bis zur Verstaatlichung im Jahr 1948 im gemeinsamen Besitz von GWR und Midland Railway (seit 1923 London, Midland and Scottish Railway).
Der alte Bahnhofsteil wurde im Jahr 1965 geschlossen und blieb während mehr als zwanzig Jahren dem Zerfall überlassen, bis man ihn dann renovierte. Von 1989 bis 1999 war in dem Gebäude das interaktive Wissenschaftsmuseum The Explanatory untergebracht. Seit 2002 beherbergt es das British Empire and Commonwealth Museum. Sowohl das Brunel-Gebäude als auch der Erweiterungsbau stehen heute unter Denkmalschutz. Der ebenfalls in den 1870er Jahren entstandene Verbindungstrakt zwischen beiden Bahnhofsteilen dient seit 1965 als Parkhaus.